# Principele-Carol, Tatarbunar
Principele-Carol, întâlnit și sub forma Rosdolne (în rusă Раздольное, în ucraineană Роздольне, transliterat Rozdolne) a fost un sat din comuna Sărăria, raionul Cetatea Albă din regiunea Odesa (Ucraina). El era situat în partea centrală a raionului Tatarbunar.
Până în anul 1947 satul a purtat denumirea oficială de Principele-Carol (în ucraineană Примчипели-Корал), în acel an el fiind redenumit Rosdolne. În anul 2007, această localitate a fost desființată, prin includerea în componența satului Sărăria.

## Istorie
Satul Principele-Carol a fost înființat în anul 1920, după Unirea Basarabiei cu România la 27 martie 1918. Localitatea a primit numele de Principele Carol, după fiul regelui Ferdinand I al României, prinț moștenitor și viitor rege al României cu numele de Carol al II-lea.
Satul a făcut parte din componența României, în Plasa Tuzla a județului Cetatea Albă. Pe atunci, populația localității era multietnică, existând comunități mari de români, ruși și germani basarabeni. La recensământul din 1930, s-a constatat că din cei 265 locuitori din sat, 109 erau români (41.13%), 96 ruși (36.23%) și 60 germani (22.64%).
Ca urmare a Pactului Ribbentrop-Molotov (1939), Basarabia, Bucovina de Nord și Ținutul Herța au fost anexate de către URSS la 28 iunie 1940. După ce Basarabia a fost ocupată de sovietici, Stalin a dezmembrat-o în trei părți. Astfel, la 2 august 1940, a fost înființată RSS Moldovenească, iar părțile de sud (județele românești Cetatea Albă și Ismail) și de nord (județul Hotin) ale Basarabiei, precum și nordul Bucovinei și Ținutul Herța au fost alipite RSS Ucrainene. La 7 august 1940, a fost creată regiunea Ismail, formată din teritoriile aflate în sudul Basarabiei și care au fost alipite RSS Ucrainene .
În perioada 1941-1944, toate teritoriile anexate anterior de URSS au reintrat în componența României. Apoi, în anul 1944, cele trei teritorii au fost reocupate de către URSS și integrate în componența RSS Ucrainene, conform organizării teritoriale făcute de Stalin după anexarea din 1940, când Basarabia a fost ruptă în trei părți.
În anul 1947, autoritățile sovietice au schimbat denumirea oficială a satului din cea de Principele-Carol în cea de Rosdolne. În anul 1954, Regiunea Ismail a fost desființată, iar localitățile componente au fost incluse în Regiunea Odesa.
Începând din anul 1991, satul Principele-Carol a făcut parte din raionul Tatarbunar al regiunii Odesa din cadrul Ucrainei independente. El depindea din punct de vedere administrativ de comuna (selsovietul) Sărăria. La recensământul din anul 2001, au fost numărați numai patru locuitori în acest sat.
Prin hotărârea din 20 decembrie 2007 a Consiliului Regional Odesa, această localitate a fost desființată, fiind inclusă în componența satului Sărăria. Această decizie a fost publicată în Buletinul Oficial la 29 februarie 2008 .

## Populație
Componența lingvistică a localității Rozdolne
     Ucraineană (100%)
Conform recensământului din 2001, toată populația localității Rozdolne era vorbitoare de ucraineană (100%).
1930: 265 (recensământ) 
2001: 4 (recensământ)